# Tušpa
Koordinaten: 38° 30′ 10″ N, 43° 20′ 22″ O

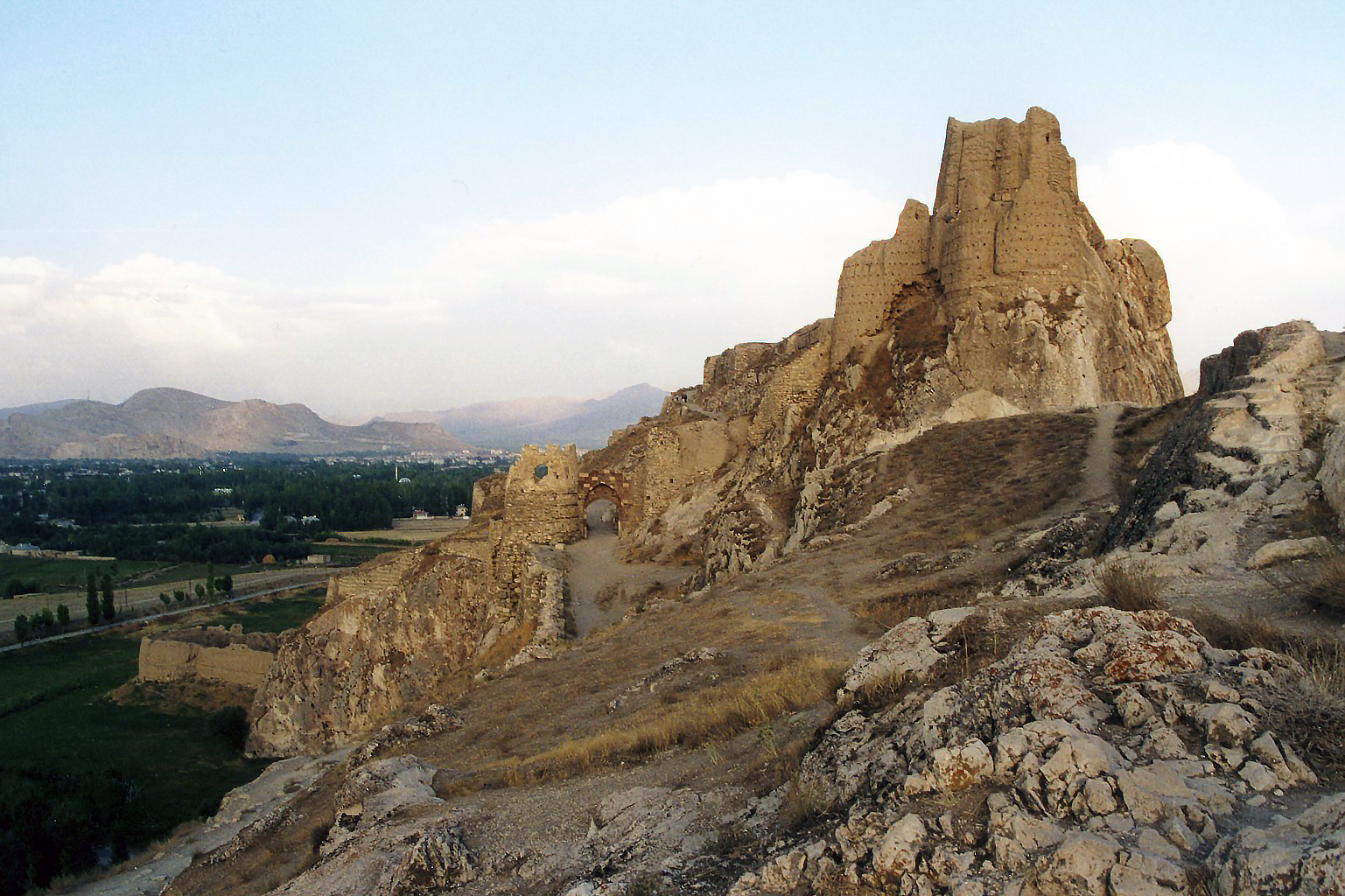
Die Festung von Van (Van Kalesi)

Tušpa (Tuschpa) war die Hauptstadt des urartäischen Reiches. Sie liegt auf dem Gebiet der heutigen Altstadt (Eski Van) von Van in der Osttürkei.
Tušpa wurde unter König Sarduri I., der von 834 bis 828 v. Chr. regierte, Hauptstadt des Reiches. Die Stadt bildete sich um die urartäische Festung, das heutige Van Kalesi. „Herrscher der Stadt Tušpa“ war Teil der Titulatur aller urartäischen Herrscher. Tušpa wird zum ersten Mal in einer Inschrift des assyrischen Königs Šulmanu-ašared III. (r. 858–824 v. Chr.) erwähnt. Šalmaneser III. berichtet in der Inschrift von seinem Sieg über König Sarduri. Mit der Zeit nahm die Bedeutung der Stadt ab und ihr Name änderte sich in das heutige Van. Die Stadt wurde während der Kämpfe zwischen den Osmanen und Russen im Ersten Weltkrieg zerstört und bildet heute ein Ruinenfeld.

So findet man in Alt-Van nur noch Reste einiger Moscheen aus seldschukischer und osmanischer Zeit, wie etwa die Hüsrev Paşa Camii von 1567, die das Grab des namensgebenden Stifters in einer sehr schönen Türbe enthält, oder das Minarett einer „Ulu Cami“ aus der Zeit der Qara Qoyunlu aus dem 14./15. Jahrhundert.

## Van Kalesi

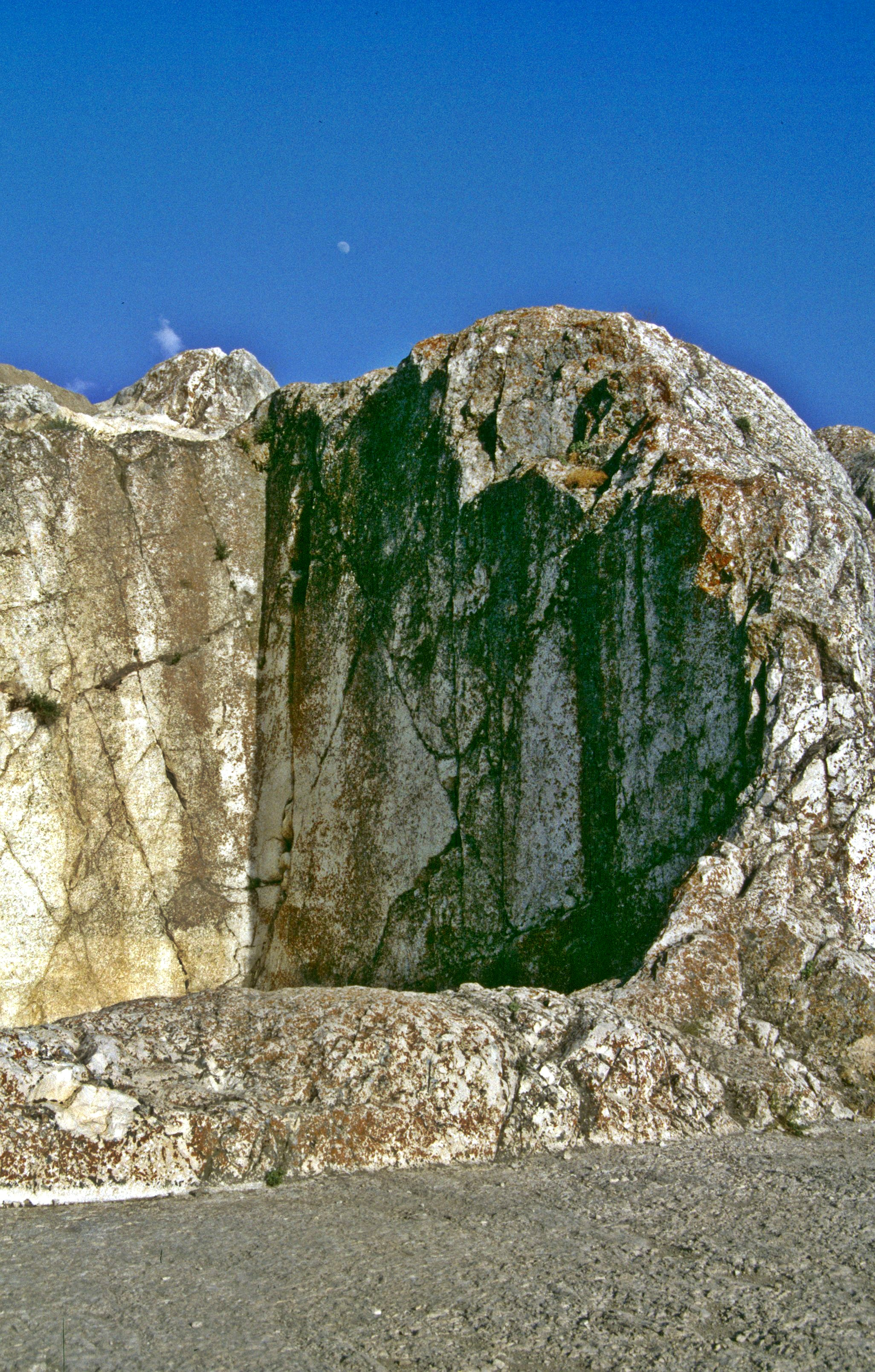
Burg Sardurs

Der nach Süden steil abfallende Kalkfelsen von etwa 100 m Höhe musste nach Westen, Norden und Osten durch eine Wehranlage abgesichert werden. Am Westende des Felsens befindet sich ein aus mächtigen Zyklopenquadern errichtetes Bauwerk unbekannter Funktion. Sechs gleichlautende Inschriften in assyrischer Sprache bezeugen Sarduri I. als Erbauer der deshalb als „Sardursburg“ bezeichneten Anlage, die von den Einheimischen Madır Burçu genannt wird. Nach der armenischen Überlieferung war die Festung durch die Königin Semiramis (Schamiram) erbaut worden und galt als uneinnehmbar.

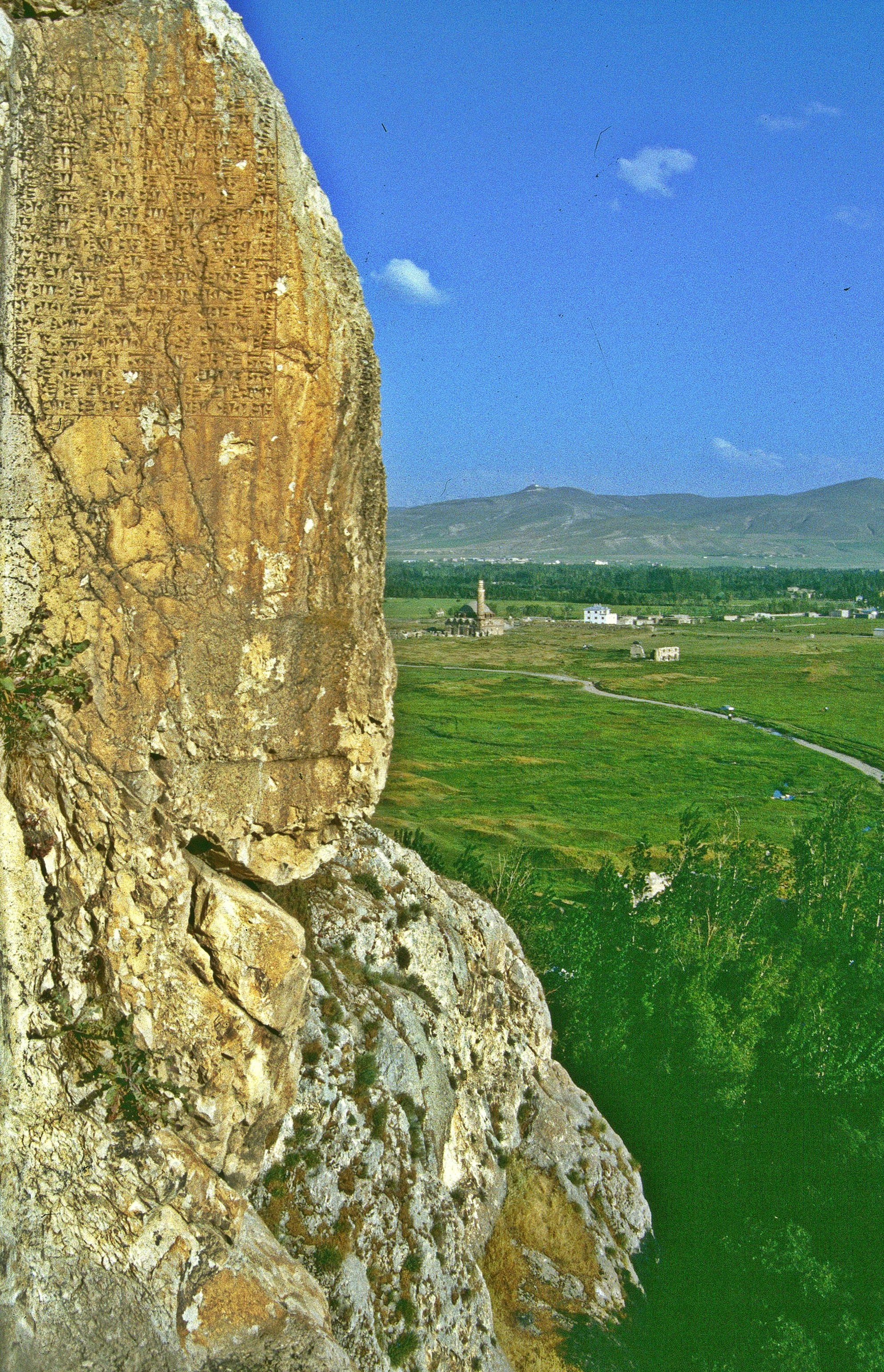
Annalen des Königs Argišti

Ganz im Südwesten wird eine große Felsanlage als Grabmonument des Königs Argišti I. gedeutet. An der Seite des Zugangs, hoch über der alten Stadt, hat der König in die geglättete Felswand die sogenannte Horhor-Chronik anbringen lassen: In urartäischer Sprache und Keilschrift werden die Siegeszüge und Stadtgründungen von Argišti in Transkaukasien und dem westlichen Iran berichtet. Dabei bezieht er sich, im Gegensatz zu seinem Urgroßvater Sarduri, auf den von seinem Großvater Išpuini eingeführten Reichsgott Ḫaldi. Die palastartige Anlage enthält einen monumentalen Saal, in dem wohl der königliche Totenkult abgehalten wurde, und mehrere niedrige Nebenräume mit Nischen für Grabbeigaben und Wandlöchern für Beleuchtungshalter. Zwei flache Gruben im Boden waren vermutlich für Sarkophage bestimmt.
Über dieser Anlage errichtete Argišti I. den „Neuen Palast“. 1990 legte dort der Archäologe M. Taner Tarhan zwölf Räume frei, die zum Teil aus dem Fels geschlagen wurden. Zu sehen sind hier Felsschalen und Abflussrinnen, die offenbar nicht kultisch, sondern alltäglich-praktisch genutzt wurden.

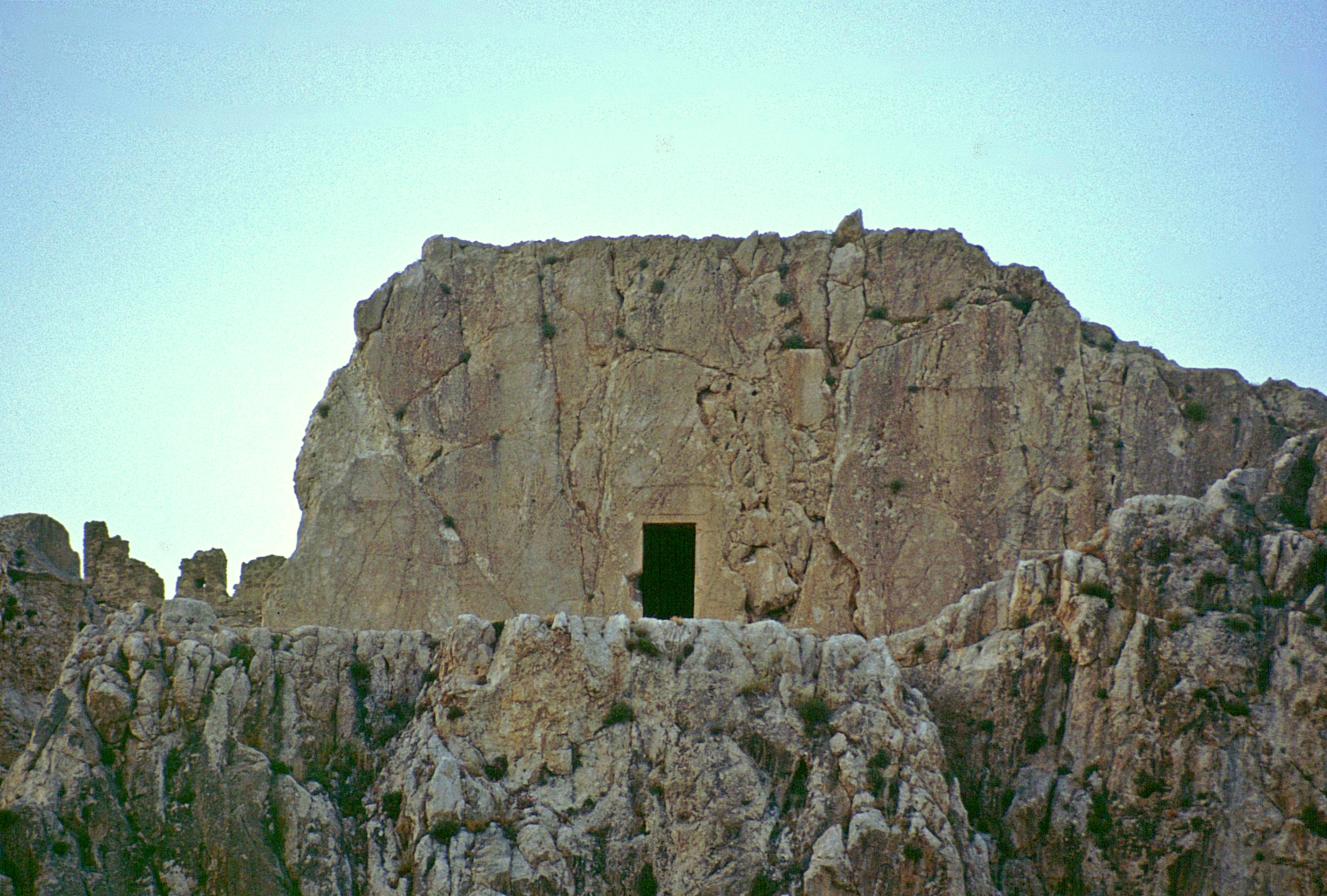
Grabanlage von Sarduri II.

In die steile Südseite des Felsens wurden bei einer künstlichen Terrasse zwei große Grabanlagen geschlagen. Die nach Süden ausgerichteten Kammern mit einem großen, tonnengewölbten Kultraum und vier Nebenräumen werden Sarduri I. zugeordnet. Die zweite Anlage öffnet sich nach Westen. Da sie zwei hintereinanderliegende saalartige Räume mit jeweils zwei seitlichen Kammern enthält, hat sie Tarhan den Königen Išpuini und Menua zugewiesen, denn Vater und Sohn regierten von etwa 820 bis 810 v. Chr. gemeinsam. Ein weiterer, kleinerer Saal wäre dann Menuas Sohn Inušpa gewidmet, der verstarb, bevor er regieren konnte. Auf einer Inschrift im Osten des Felsens wird er dennoch als dritter Regent genannt.
Weithin sichtbar ist die Sarduri II., dem letzten hier inschriftlich bezeugten König zugeschriebene Kultterrasse und Grabanlage an der Südseite des Felsens, zu der eine in den Fels gehauene Treppe führt. Inschriften geben einen ausführlichen Bericht über die erfolgreichen Kriegszüge Sarduris II., des Sohnes von Argišti I., unter dessen Herrschaft Urartu die größte geographische und politische Ausdehnung erreichte. Zu beiden Seiten des rechteckigen Portals ziehen sich Sitzbänke entlang, was die Terrasse als Kultplatz ausweist.

In der persischen Herrschaftszeit, als in Tušpa achämenidische Satrapen regierten, ließ der Perserkönig Dareios I. eine Nische in die Südwand des Burgbergs schlagen. Sein Nachfolger, Xerxes I. ließ darin die Inschrift XVa anfertigen. In drei Spalten gibt der Text in den drei Amtssprachen des Achämenidenreiches, altpersisch, elamisch und babylonisch, denselben Inhalt wieder.
Nichts ist geblieben vom Ḫaldi-Tempel, der auf dem höchsten Punkt der Gesamtanlage stand, wie die Inschrift der Könige Išpuini und Menua bekundet. Die Zitadelle von Tušpa wurde von den Seldschuken im 11. Jahrhundert und von den Osmanen (seit dem 12. Jahrhundert) weiter über- und ausgebaut, vielfach zerstört und wieder restauriert.

So spiegelt die Ruine heute die ostanatolische Geschichte, zumindest seit dem neunten vorchristlichen Jahrhundert, wider.

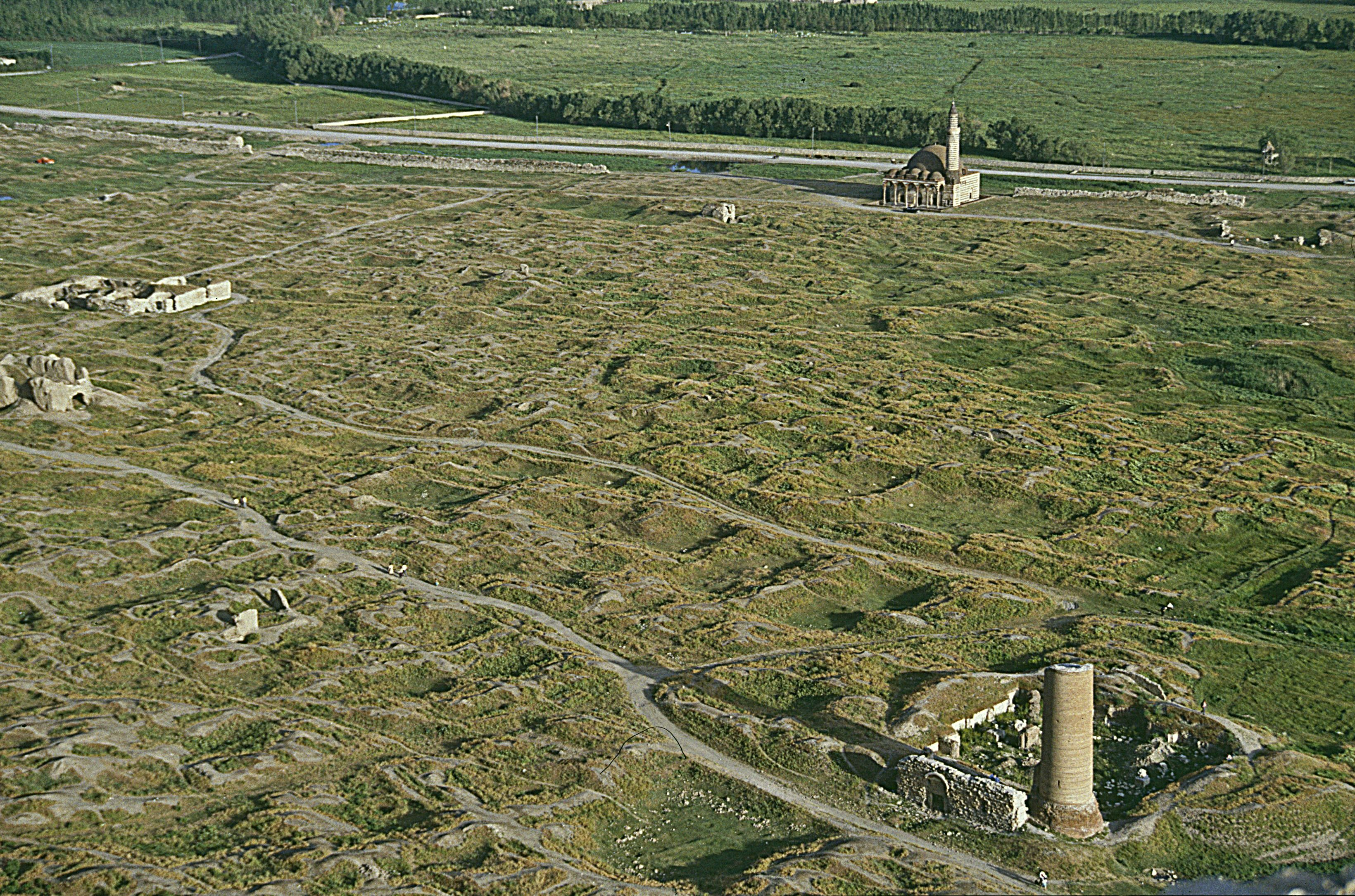
Alt-Van
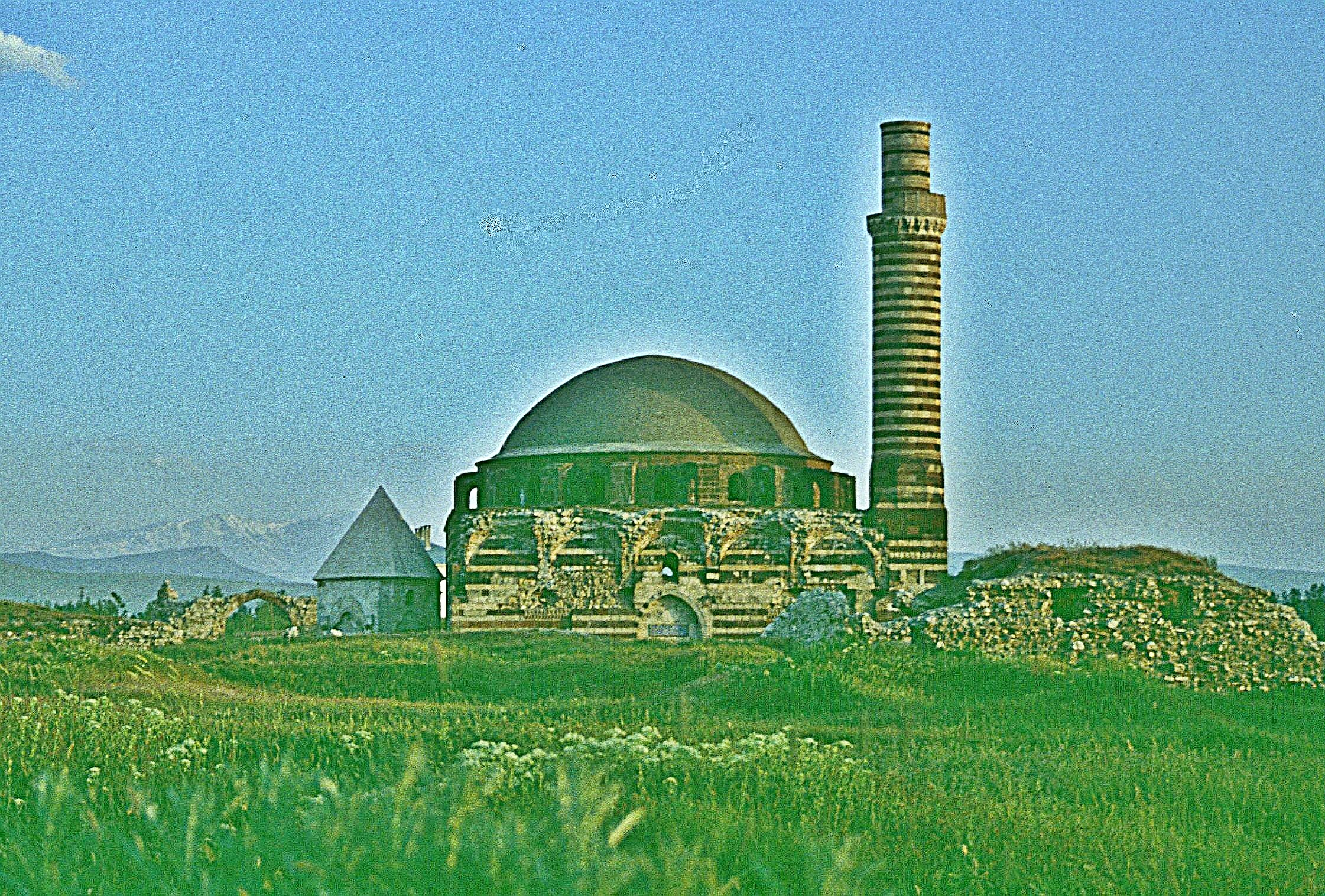
Osmanische Moschee
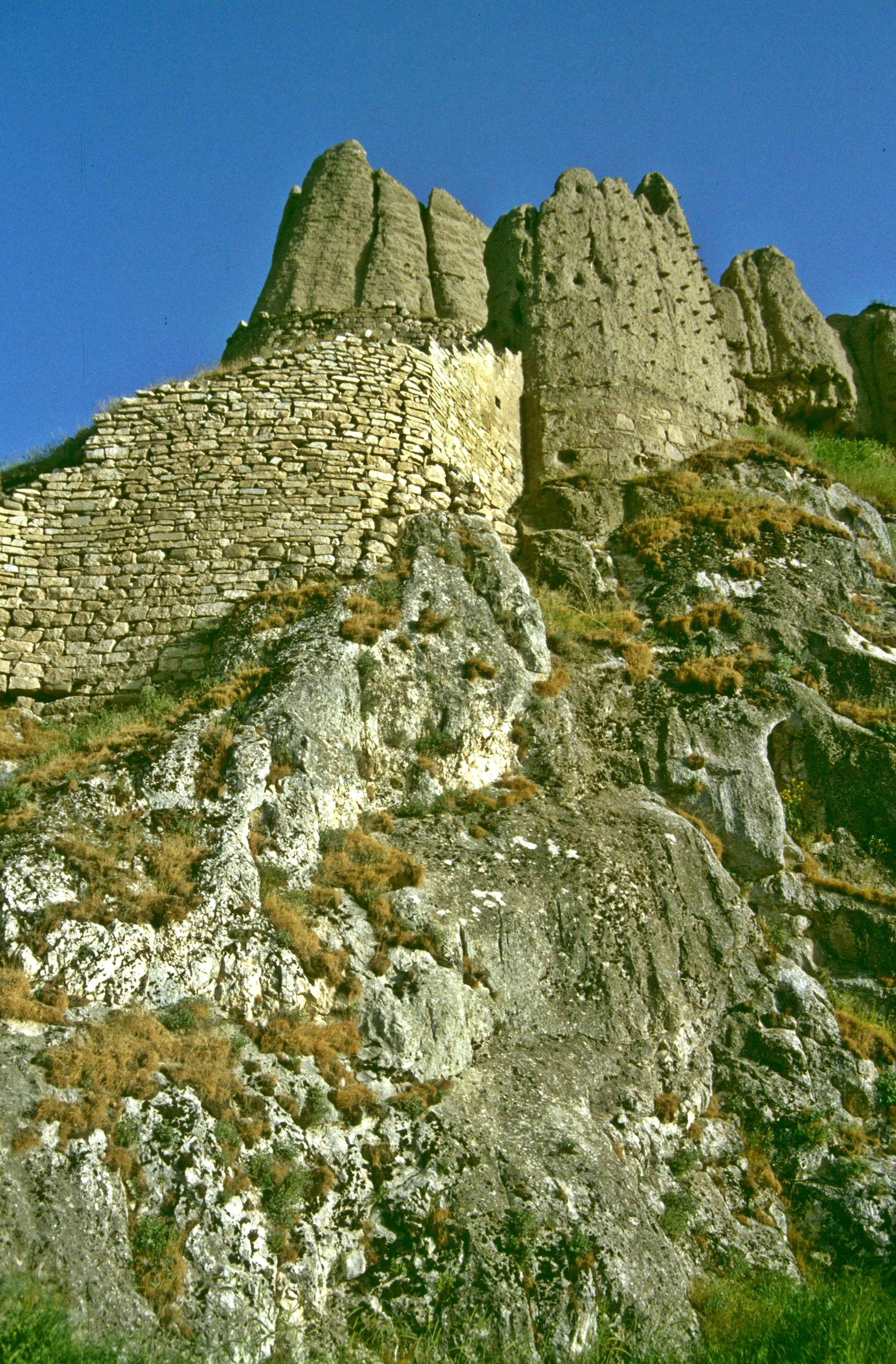
Vankale: urartäisch-seldschukisch-osmanische Zitadelle
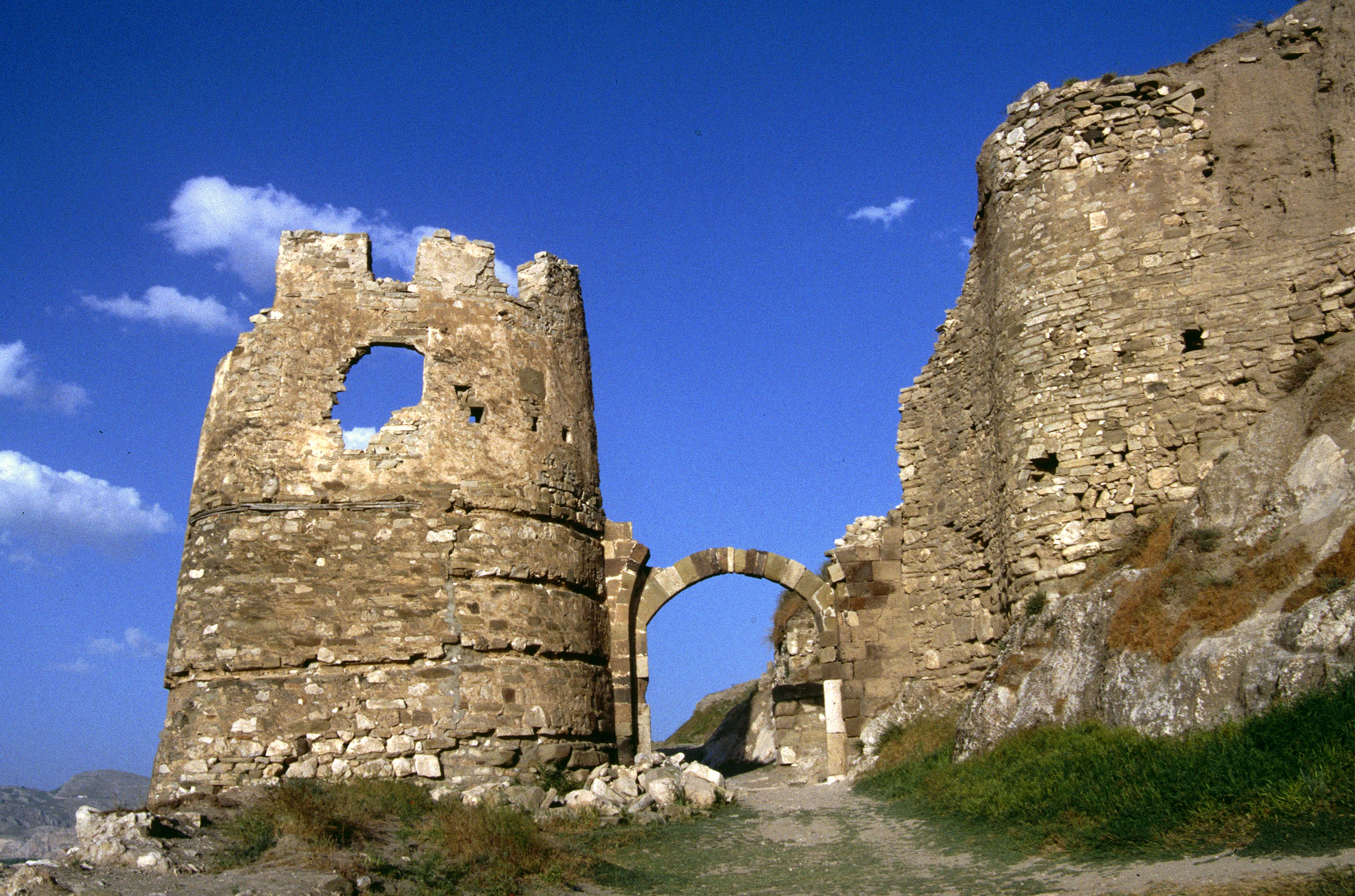
Osmanisches Tor
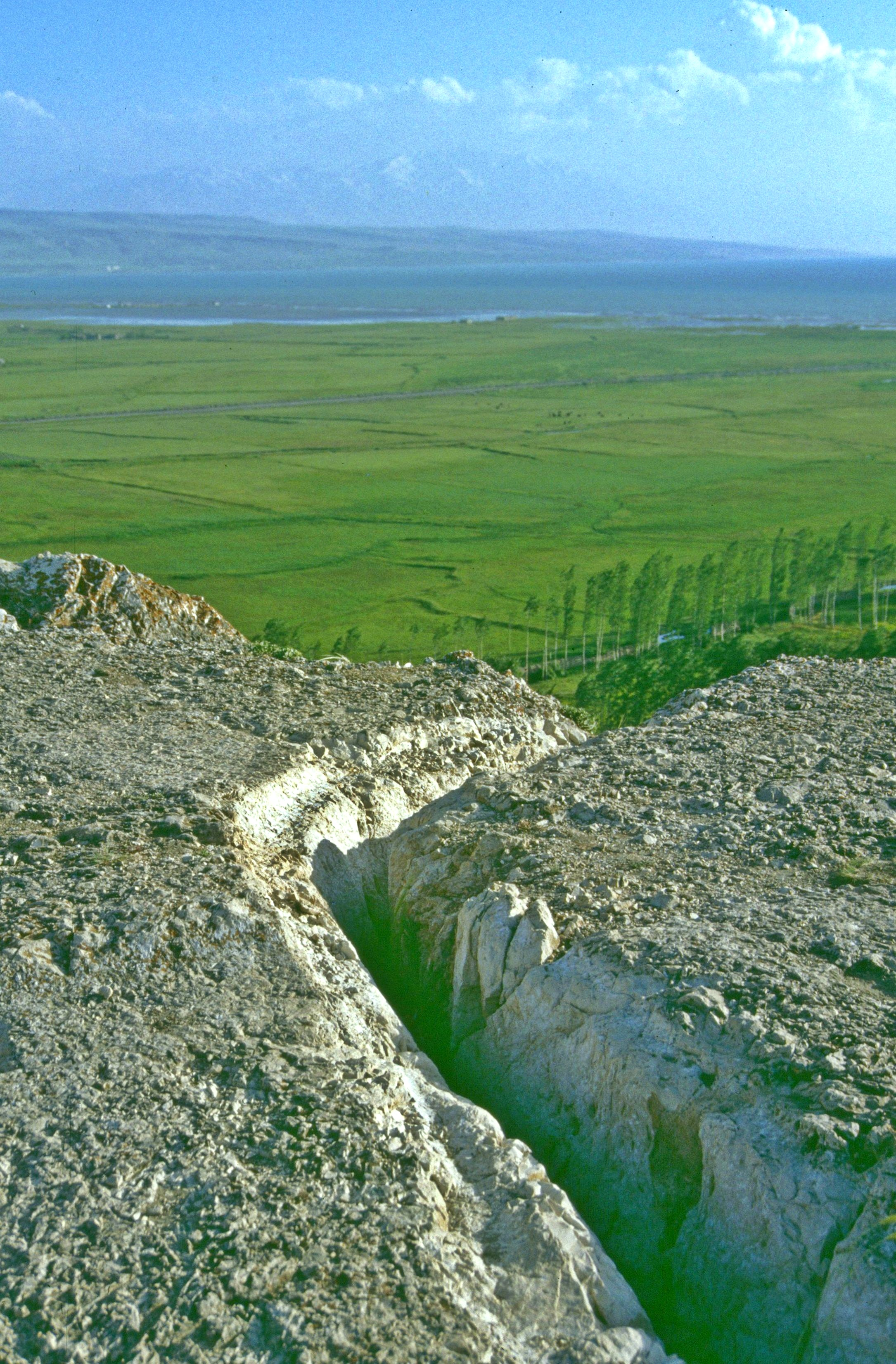
Urartäische Abflussrinne
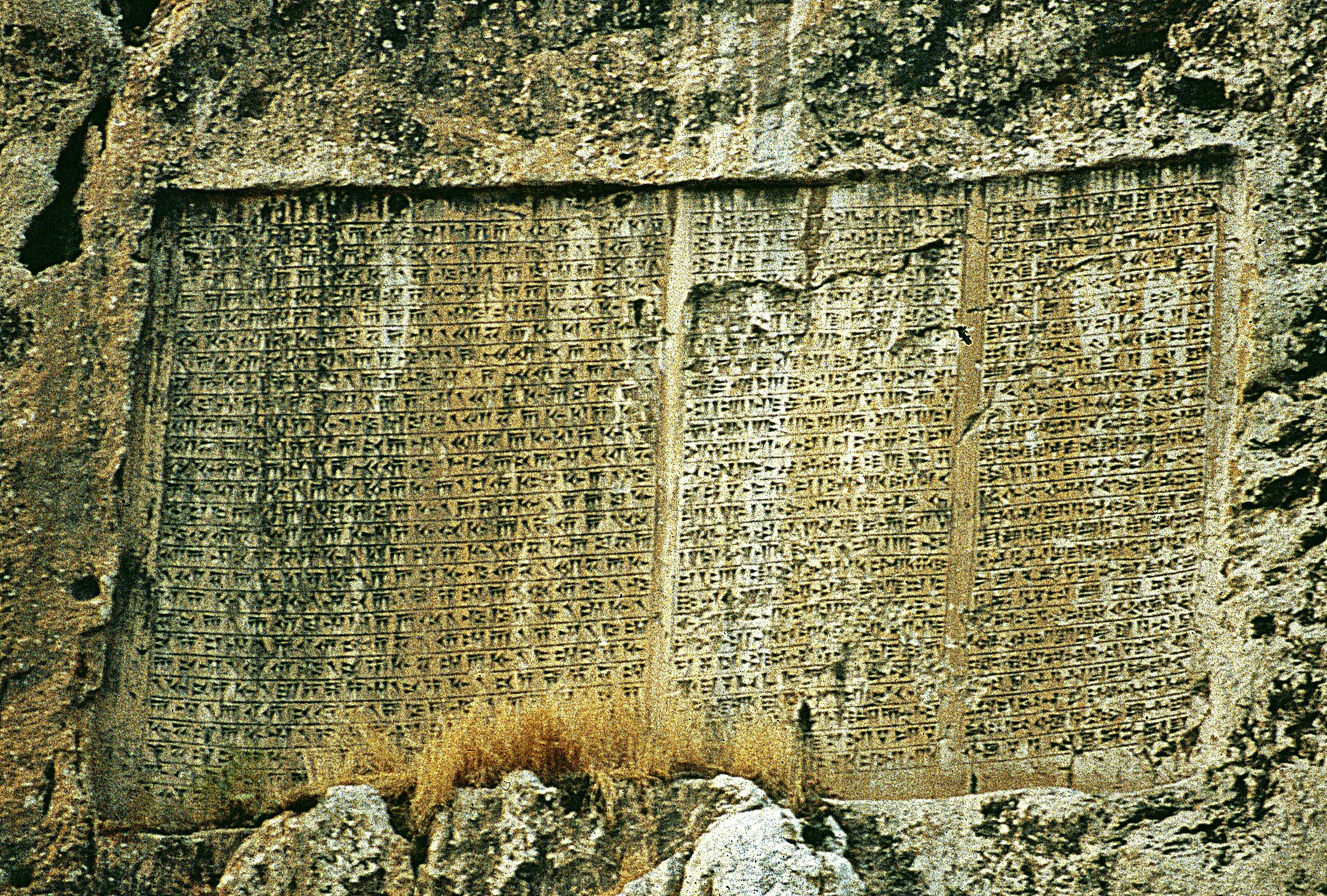
Dreisprachige Xerxes-Inschrift